# Gálosfa
Gálosfa ist eine ungarische Gemeinde im Kreis Kaposvár im Komitat Somogy.

## Geografische Lage
Gálosfa liegt 13,5 Kilometer südöstlich des Komitatssitzes und der Kreisstadt Kaposvár. Die höchsten Erhebungen auf dem Gemeindegebiet sind der 250 Meter hohe Szamár-domb und der 260 Meter hohe Tótvárosi-hegy. Nachbargemeinden sind Kaposgyarmat, Hajmás, Szágy und Bőszénfa.

## Sehenswürdigkeiten
- Römisch-katholische Kirche Urunk színeváltozása, erbaut 1808, Barock
- Schloss Festetics (Festetics-kastély)
- Statue des Heiligen Johannes Nepomuk (Nepomuki Szent János szobra)

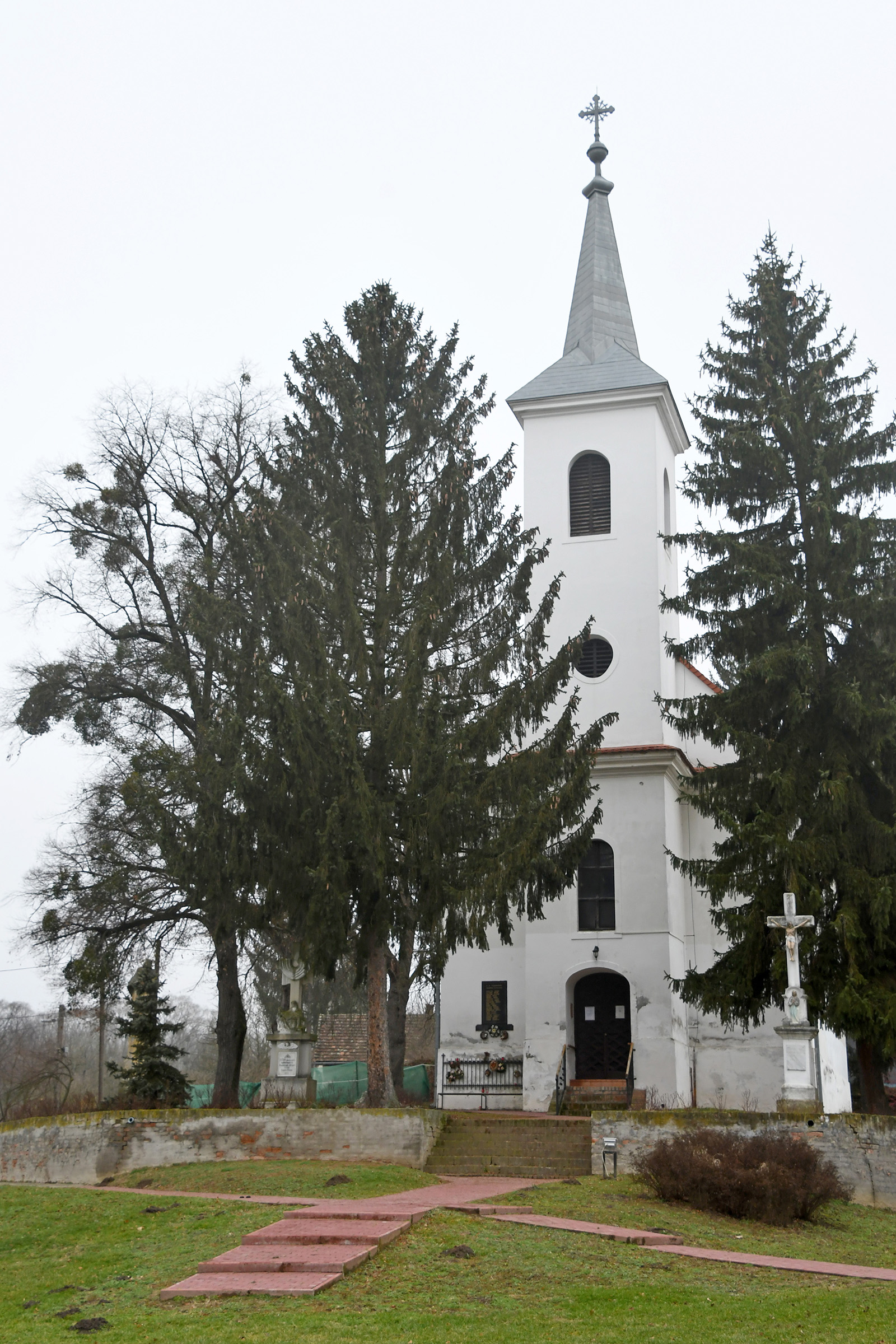
Römisch-katholische Kirche Urunk színeváltozása